# معهد ماكس بلانك للطب التجريبي

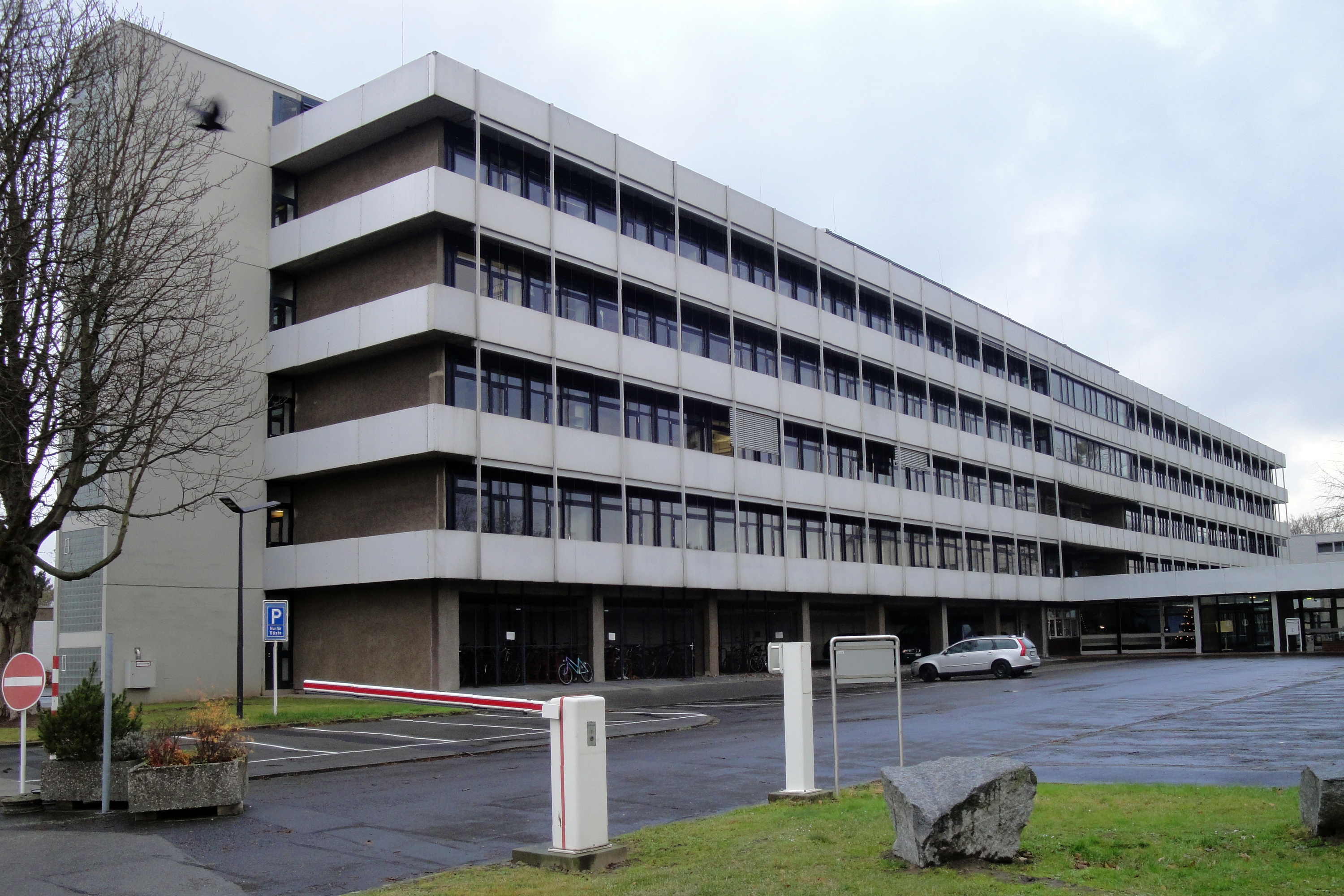

معهد ماكس بلانك للطب التجريبي (بالألمانية: Max-Planck-Institut für Experimentelle Medizin) هو معهد أبحاث مقره مدينة غوتنغن الألمانية. أُسس سنة 1947، تحت اسم معهد القيصر فيلهلم للأبحاث الطبية، وغُير اسمه إلى «معهد ماكس بلانك للطب التجريبي» سنة 1965. وهو أحد المعاهد الثمانين المكونة لجمعية ماكس بلانك. يديره حاليًا البروفيسور كلاوس-أرمين نافه.

## وصلات خارجية
- الموقع الرسمي للمعهد (بالإنجليزية) (بالألمانية)